# Distretto di Suluova
Il distretto di Suluova (in turco Suluova ilçesi) è uno dei distretti della provincia di Amasya, in Turchia.